# 觀音中里
觀音中里，是台灣南部自清治時期至日治初期的一個行政區劃，其範圍包括今高雄市的大社區大部分地區、楠梓區東北部、橋頭區東北部一小塊地區及燕巢區南部。
觀音中里西邊為仁壽下里，北邊為觀音上里，東邊為觀音內里，南邊為觀音下里、半屏里。

## 管轄街庄
觀音中里共轄12個庄：
- 今大社區境內：牛食坑庄、蜈蜞潭庄、大社庄、保舍甲庄、林仔邊庄、三奶壇庄
- 今楠梓區境內：楠仔坑街、土庫庄
- 今橋頭區境內：中崎庄
- 今燕巢區境內：中路林庄、面前埔庄、鳳山厝庄